# Den lille Café
Den lille Café er en fransk stumfilm fra 1919 af Raymond Bernard.

## Medvirkende
- Max Linder som Albert
- Armand Bernard som Bouzin
- Joffre som Philibert
- Wanda Lyon som Yvonne
- Flavienne Merindol som Edwige